# Boyer Lectures
Die Boyer Lectures (Boyer-Vorlesungen) sind eine seit 1959 bestehende jährliche Radio-Vortragsreihe prominenter Australier, die Ideen zu wichtigen sozialen, wissenschaftlichen oder kulturellen Themen vorstellen und die von ABC Radio National gesendet wird.

## Kurzeinführung
Die Boyer Lectures wurden 1959 als ABC (Australian Broadcasting Commission, jetzt Australian Broadcasting Corporation) Lectures ins Leben gerufen. Sie waren den Reith Lectures der BBC nachempfunden und wurden 1961 nach Richard Boyer (1891–1961), dem Vorstandsvorsitzenden der ABC, benannt, der die Vorlesungen zuerst vorgeschlagen hatte.
Die Vorlesungen werden von prominenten australischen Persönlichkeiten gehalten, die vom Verwaltungsrat der Australian Broadcasting Corporation ausgewählt werden, und sollen das Nachdenken, die Diskussion und die Debatte in Australien über eine breite Palette von Themen anregen, wobei wichtige Fragen und Werte untersucht werden.

### Beispiel: W. E. H. Stanner (1968)
Als der Anthropologe W. E. H. Stanner  in einer der Boyer Lectures 1968 mit dem Titel "After the Dreaming" über das Stillschweigen über die Aborigines in der australischen Geschichte nach der weißen Besiedlung nachsann, war dies ein Wendepunkt in der australischen Geschichte. Stanner vertrat die Ansicht, dass Australiens Sinn für seine Vergangenheit, sein kollektives Gedächtnis, auf einem Zustand des Vergessens beruhe, der nicht durch "Zerstreutheit" (absent-mindedness) erklärt werden könne:
It is a structural matter, a view from a window which has been carefully placed to exclude a whole quadrant of the landscape. What may well have begun as a simple forgetting of other possible views turned under habit and over time into something like a cult of forgetfulness practised on a national scale.

(Deutsch: Es ist eine strukturelle Angelegenheit, ein Blick aus einem Fenster, das sorgfältig platziert wurde, um einen ganzen Quadranten der Landschaft auszuschließen. Was als einfaches Vergessen anderer möglicher Ansichten begonnen haben mag, entwickelte sich aus Gewohnheit und mit der Zeit zu einer Art Kult des Vergessens, der auf nationaler Ebene praktiziert wurde.)

Inga Clendinnen plädierte 1999 für die Ablehnung jeder einzelnen, einfachen Darstellung der australischen Vergangenheit und für ein tieferes Verständnis dessen, was die Weißen den australischen Ureinwohnern angetan haben.

## Liste der Vorträge

### 1950er Jahre
- 1959 David Forbes Martyn – "Society in the Space Age"

### 1960er Jahre
- 1960 Julius Stone – "Law and Policy in the Quest for Survival"
- 1961 W. D. Borrie – "The Crowding World"
- 1962 W. G. K. Duncan – "In Defence of the Common Man"
- 1963 J. D. B. Miller – "Australian and Foreign Policy"
- 1964 George Ivan Smith – "Along the Edge of Peace"
- 1965 John Eccles – "The Brain and the Person"
- 1966 Macfarlane Burnet – "Biology and the Appreciation of Life"
- 1967 Robin Boyd – "Artificial Australia"
- 1968 W. E. H. Stanner "After the Dreaming"[5]
- 1969 Zelman Cowen "The Private Man"

### 1970er Jahre
- 1970 H. C. Coombs – "Role of Institutions in Our Lives"
- 1971 Basil Hetzel – "Life and Health in Australia"
- 1972 Dexter Dunphy – "The Challenge of Change"
- 1973 Keith Hancock – "Today, Yesterday and Tomorrow"
- 1974 Hugh Stretton – "Housing & Government"
- 1975 Roma Mitchell – "The Web of Criminal Law"
- 1976 Manning Clark – "A Discovery of Australia"
- 1977 Douglas Stewart – "Writers of The Bulletin"
- 1978 Gustav Nossal – "Nature's Defence"
- 1979 Bob Hawke – "The Resolution of Conflict"

### 1980er Jahre
- 1980 Bernard Smith – "The Spectre of Truganini"
- 1981 John Passmore – "The Limits of Government"
- 1982 Bruce Williams – "Living with Technology"
- 1983 Michael Kirby – "The Judges"
- 1984 Shirley Hazzard – "Coming of Age in Australia"
- 1985 Helen Hughes – "Australia in a Developing World"
- 1986 Eric Willmot – "Australia The Last Experiment"
- 1987 Davis McCaughey – "Piecing Together a Shared Vision" (multicultural Australia)
- 1988 "Postscripts: eight previous Boyer lecturers revisit their lectures"
- 1989 Max Charlesworth – "Life, Death, Genes and Ethics: Biotechnology and Bioethics"

### 1990er Jahre
- 1990 Tom Fitzgerald – "Between Life and Economics"
- 1991 Fay Gale and Ian Lowe – "Changing Australia (changes through technology)"
- 1992 Geoffrey Bolton – "A View From the Edge: An Australian Stocktaking (history)"
- 1993 Presented by six Indigenous Australians in the International Year of the World’s Indigenous People (IYWIP): Getano Lui, Dr Ian Anderson, Jeannie Bell, Mandawuy Yunupingu, Dot West and Noel Pearson – "Voices of the Land"
- 1994 Kerry Stokes – "Advance Australia Where?"
- 1995 Eva Cox – "A Truly Civil Society"
- 1996 Pierre Ryckmans – "Aspects of Culture"
- 1997 Martin Krygier – "Between Fear and Hope: Hybrid Thoughts on Public Views"
- 1998 David Malouf – "A Spirit of Play: The Making of Australian Consciousness"
- 1999 Inga Clendinnen – "True Stories"

### 2000er Jahre
- 2000 Murray Gleeson – "The Rule of Law and the Constitution"
- 2001 Geoffrey Blainey – "This Land is all Horizons: Australian Fears and Visions"
- 2002 Ian Castles (Not delivered due to bereavement)
- 2003 Owen Harries – "Benign or Imperial? Reflections on American Hegemony"
- 2004 Peter Conrad – "Tales of Two Hemispheres"
- 2005 Peter Jensen – "The Future of Jesus"
- 2006 Ian Macfarlane – "The Search For Stability"
- 2007 Graeme Clark – "Restoring The Senses"
- 2008 Rupert Murdoch[6] – "A Golden Age of Freedom"
- 2009 Peter Cosgrove – "A Very Australian Conversation"

### 2010er Jahre
- 2010 Glyn Davis – "The Republic of Learning: higher education transforms Australia"
- 2011 Geraldine Brooks – "The Idea of Home"
- 2012 Marcia Langton – "The Quiet Revolution: Indigenous People and the Resources Boom"
- 2013 Quentin Bryce – "Back to Grassroots"
- 2014 Suzanne Cory – "The promise of science: a vision of hope"
- 2015 Michael Fullilove – "A larger Australia"
- 2016 Michael Marmot – "Fair Australia: Social Justice and the Health Gap"
- 2017 Genevieve Bell – "Fast, Smart and Connected: What is it to be Human, and Australian, in a Digital World?"
- 2018 John Rasko – "Life Re-engineered"
- 2019 Rachel Perkins – "The End of Silence"[7]

### 2020er Jahre
- 2020 Andrew Forrest – "Rebooting Australia: How ethical entrepreneurs can help shape a better future"[8]
- 2021 John Bell – "Shakespeare: Soul of the Age"[9]
- 2022 Noel Pearson – "Who we were and who we can be"[10]